# 永康南站
永康南站是位于浙江金华市永康市江南街道的一个铁路车站，为金丽温高铁的新建车站之一，布置2台夹5线，到发线4条(含正线)，基本站台和侧式站台各1座；2015年11月底完工，同年12月26日投入运营。
2020年6月16日车站进行金台铁路正线接入改造，2020年9月25日完成接入改造并开通金温场（高速场）。同时随着金台铁路建设，永康市计划将既有金温货线永康站的客货运业务外迁，其中客运外迁至永康南站，货运外迁至豆岭的永康东站，并通过枫山联络线和新碧联络线和旧线连接。根据施工安排，既有永康站在2021年6月15日24时停止营运。金温货线随后于6月16日零时实施接驳作业，接入永康南站。
2021年6月25日，本站开通单向始发进京列车G2558次（回程G2557次终到金华南站）；同日金台铁路开通营运，车站开行永康南-台州西D5472/D5471、D5474/D5473、D5476/D5475次列车和永康南-头门港D5477/D5478次列车四对始发终到列车。2023年7月，永康南存车场建成投用。存车场设有3股尽头式动车存车线，并附建占地面积496平方米、建筑面积1981.8米、高四层的永康南行车公寓。

## 车站構造

### 站房
永康南站面积7983平方米，以“山峦之韵”为设计意向。售票处位于站房西侧，设有2个人工售票处和6台自助售票机。进站口、候车室位于站房中部，层高15米，内设有便利店、餐厅等设施。
- 售票处
- 候车室
- 检票口
- 出站口

### 站场
永康南站为2台5线车站，初期设4线、两座基本站台，共有两个站台编号，为新金温铁路所用。金温货线和金台铁路接入本站后，既有站场整编为金温场（高速场），普速场新设4、5号普速列车站台。
| 站房     | 售票处、候车室、检票口              |
| 侧式站台 |                                     |
| 1站台    | 新金温铁路往温州南方向（缙云西站）  |
| 通过线   | 金台铁路通过列车                    |
| 通过线   | 新金温铁路下行列车通过线            |
| 通过线   | 新金温铁路上行列车通过线            |
| 2站台    | 新金温铁路 往金华南方向（武义北站） |
| 岛式站台 |                                     |
| 3站台    | 金台铁路往台州西方向                |
| 4站台    | 金温货线往温州方向（永康东站）      |
| 岛式站台 |                                     |
| 5站台    | 金温货线往金华南方向（武义东站）    |
|          | 金温货线通过列车                    |